# Spring City (Bahamy)
Spring City – miasto na Bahamach, na wyspie Wielkie Abaco.